# Heerenlaak

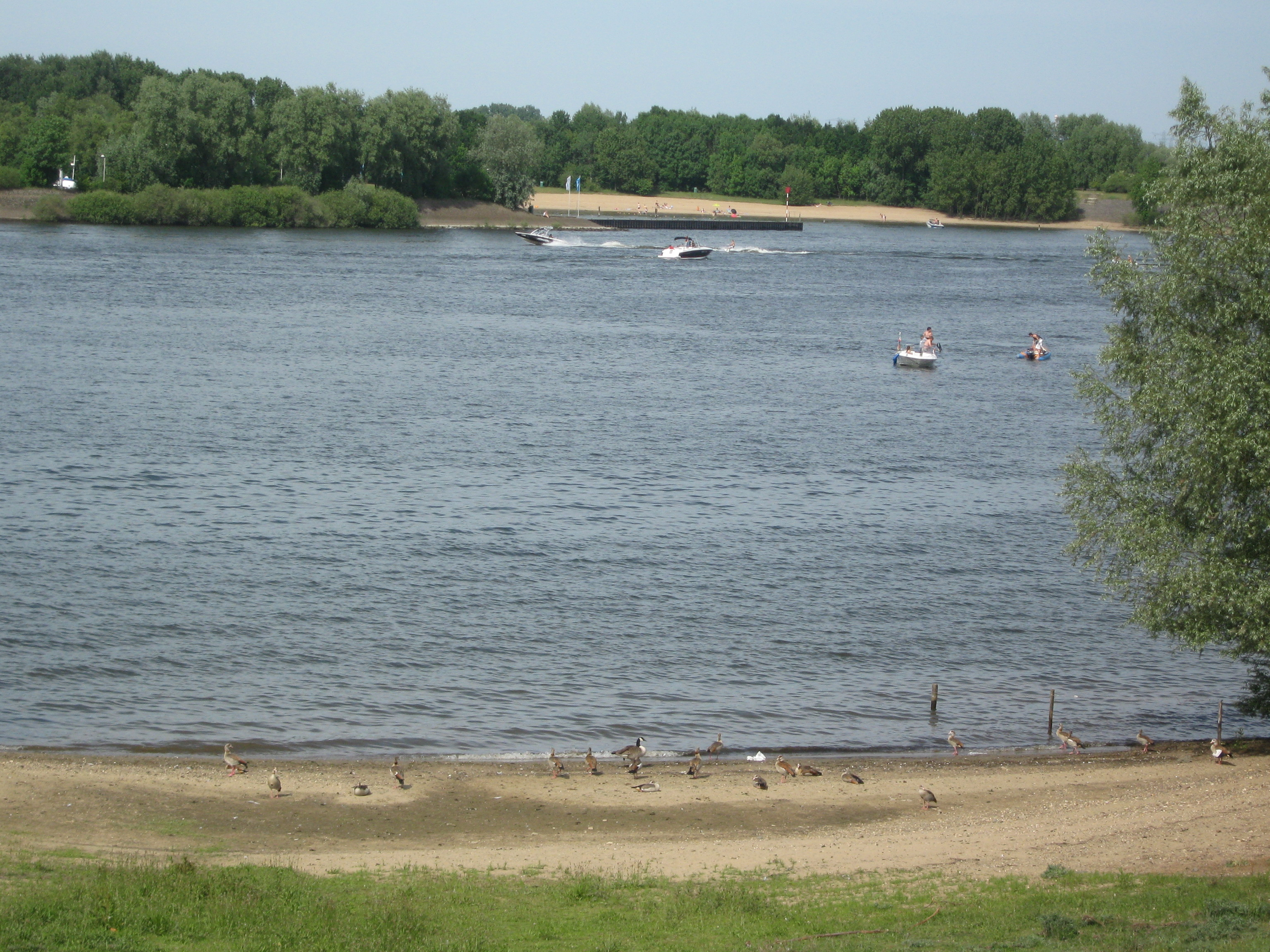
Heerenlaak grote plas

Heerenlaak is een recreatiegebied in Aldeneik, een kerkdorp behorend bij de Belgische stad Maaseik. Het gebied is 235 ha groot. 
Sinds de jaren zestig van de 20ste eeuw werd er grind gewonnen in het Maaseikse gehucht Aldeneik. Voorheen werd dit ook al in de Maas gedaan, maar nu werd er ook buiten de Maas ontgonnen. Door het Maaswater dat hierin kwam, ontstonden er grindplassen. Dit gebied dat in een meander van de Maas ligt werd Heerenlaak genoemd.
Het gebied werd toeristisch gemaakt door een jachthaven en een camping aan te leggen. Rond het begin van de 21ste eeuw hield grindwinning op en werd het gebied herbestemd. Heerenlaak zou een recreatiepark moeten worden voor watersporters, wandelaars en fietsers. De Bosbeek mondde vroeger in de Maas uit, maar deze monding was verdwenen en had plaatsgemaakt voor een grindgat. Deze monding werd heraangelegd en hierdoor werd een deel van een grindgat dat vroeger in verbinding stond met de andere gaten afgesneden. In dit gat is er vis uitgezet en er werden ook vier kunstmatige eilanden aangelegd. Er leven veel vogels aan deze gaten, voornamelijk eenden, ganzen en zwanen. Rond de waterplassen zijn er wandelpaden aangelegd. 
Het tweede grindgat is het grootste en staat in verbinding met de Maas. Hier is een strand aangelegd waar 's zomers veel toeristen komen. Er zijn ook enkele horecazaken gevestigd. Het recreatiepark werd officieel geopend in september 2007.

## Afbeeldingen

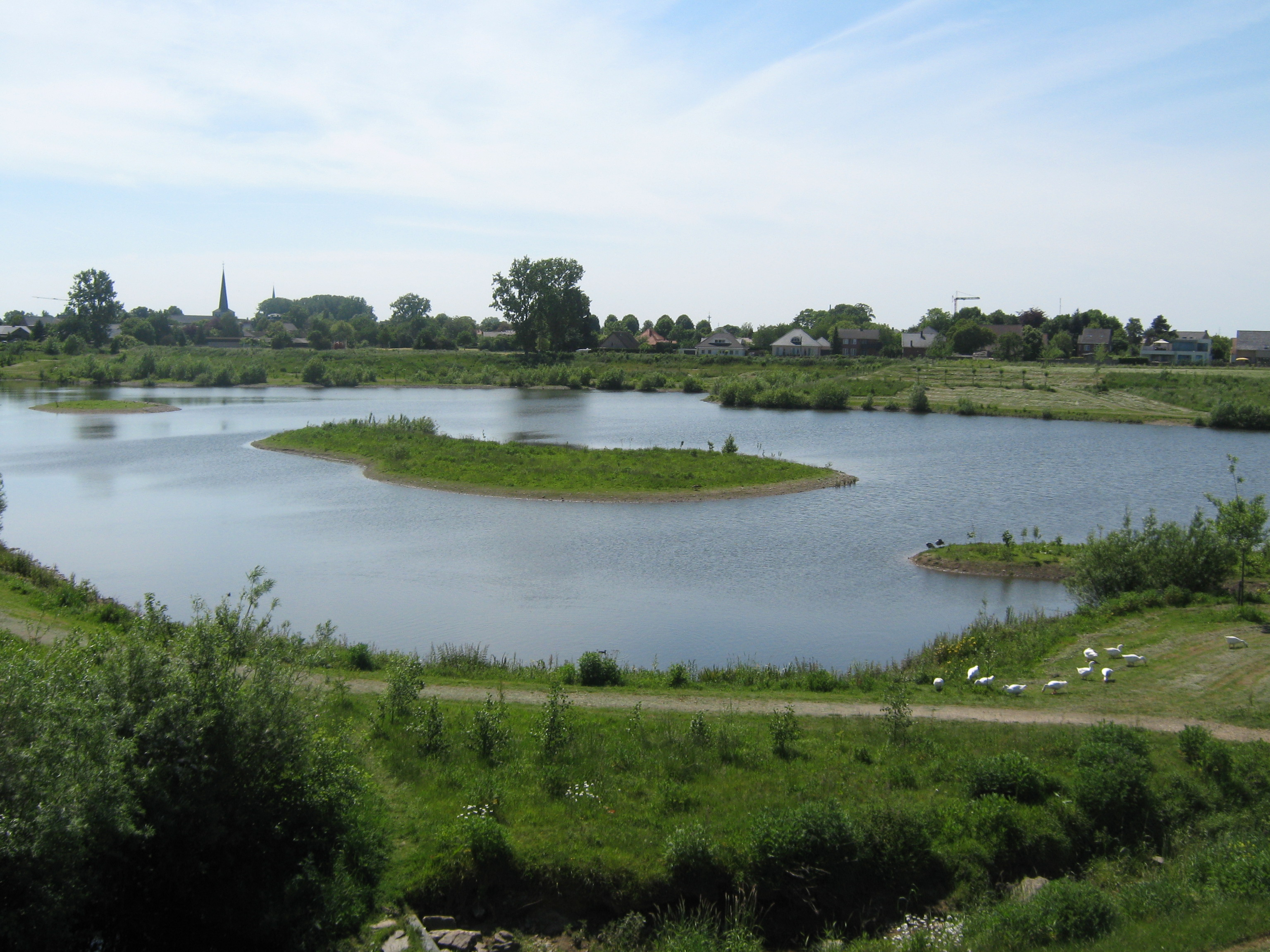
Heerenlaak visvijver
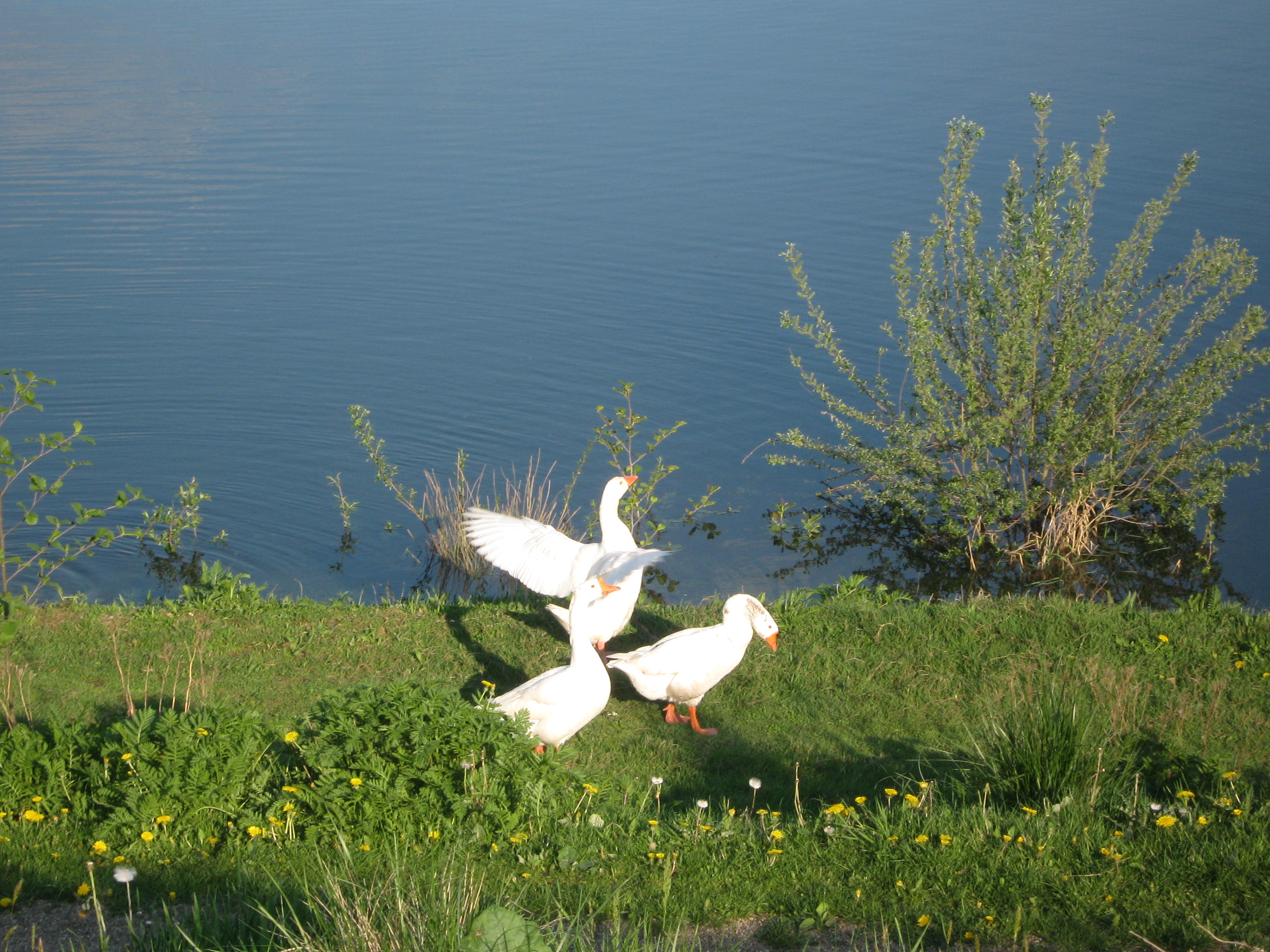
Witte ganzen
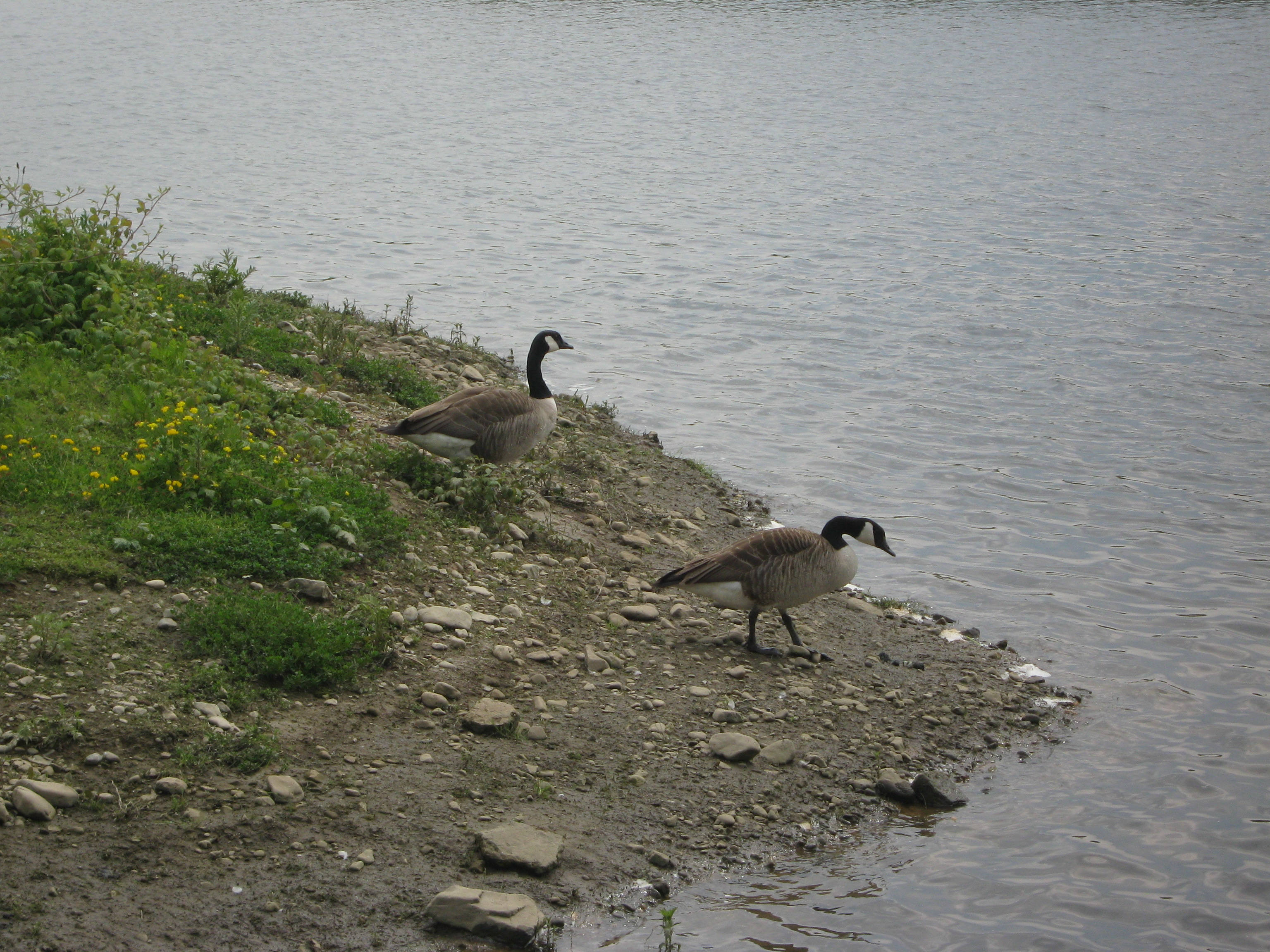
Grote Canadese ganzen
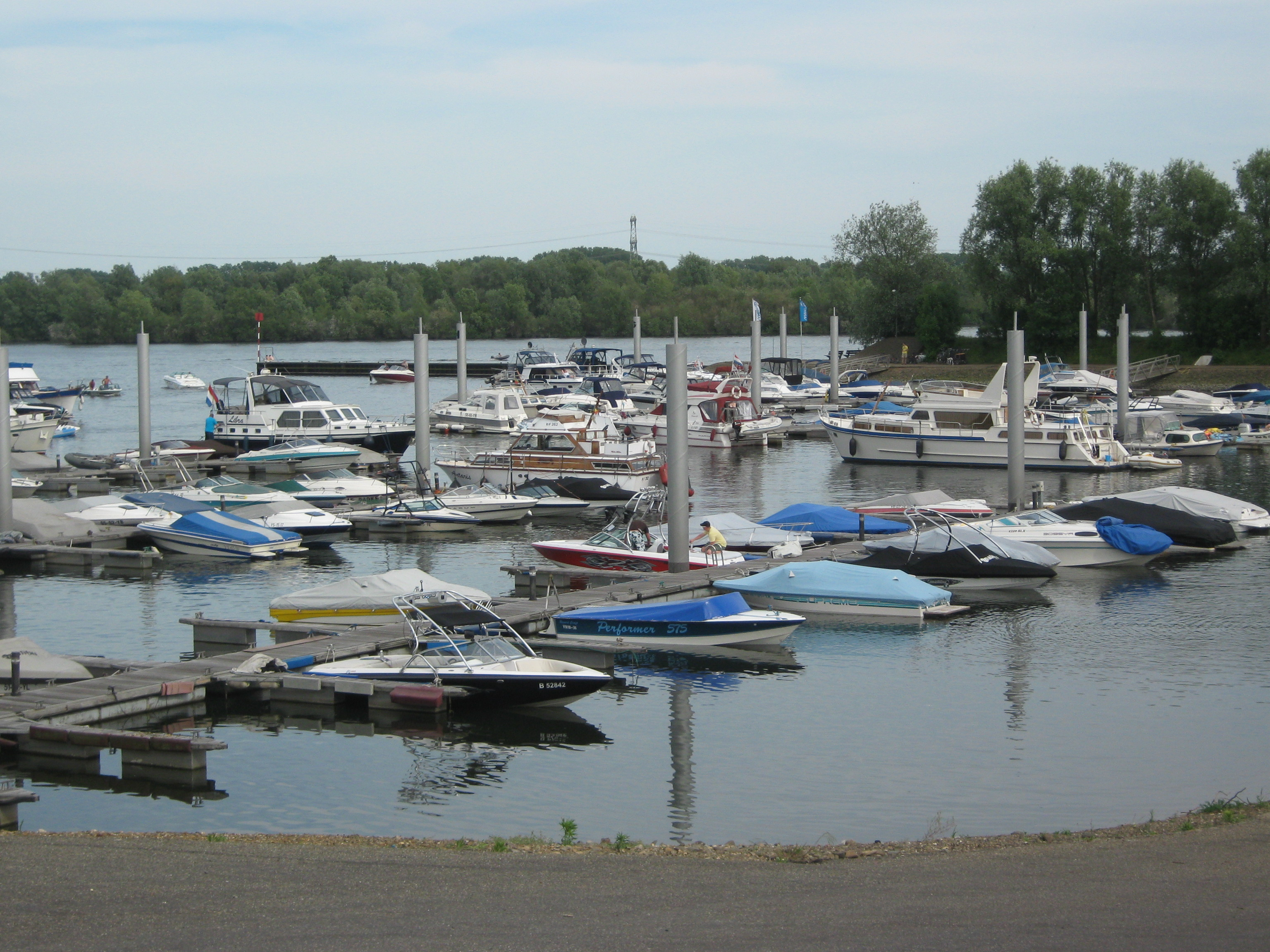
Jachthaven van Heerenlaak